# Jerzy Bauer
Jerzy Bauer (ur. 12 maja 1936 w Łodzi, zm. 11 stycznia 2025) – polski kompozytor, teoretyk muzyki i dyrygent.

## Życiorys
Studiował w Państwowej Wyższej Szkole Muzycznej w Łodzi teorię, dyrygenturę i kompozycję (u Tomasza Kiesewettera), uzyskując dyplomy w 1959, 1961 i 1966. W latach 1969–1970 odbył studia uzupełniające u Nadii Boulanger w Paryżu. Od 1970 związany z Państwową Wyższą Szkołą Muzyczną w Łodzi (obecnie Akademia Muzyczna), w 1979 otrzymał tytuł docenta, od 1987 profesor nadzwyczajny, od 1992 profesor zwyczajny. W latach 1980–1998 był kierownikiem Katedry Kompozycji, Teorii Muzyki i Rytmiki, 1990–1996 dziekanem Wydziału Kompozycji, Teorii, Wychowania Muzycznego i Rytmiki. Był laureatem Concours International de Guitare organizowanego przez ORTF oraz wielu polskich konkursów kompozytorskich.